# رود گوتا
رود گوتا (به لاتین: Egota River) یک رود در ژاپن است که در نریما-کو، توکیو واقع شده‌است.